# 小行星1503
小行星1503（1503 Kuopio）是一颗围绕太阳公转的小行星。1938年12月15日，爾約·維薩拉在图尔库发现了此天体。
該小行星以芬蘭的城市庫奧皮奧命名。
这颗小行星的绝对星等为178.2662089972106等。